# Championnat d'Albanie féminin de volley-ball
Le Championnat d'Albanie de volley-ball féminin est la plus importante compétition albanaise de volley-ball féminin organisé par la Fédération albanaise de volley-ball (Federata Shqiptare e Volejbollit, FSHV), il a été créé en 1946.

## Palmarès
| Année | Champion                 | Finaliste                | Troisième                |
| ----- | ------------------------ | ------------------------ | ------------------------ |
| 1946  | 17 Nëntori Tirana        |                          |                          |
| 1947  | Vllaznia Shkodër         |                          |                          |
| 1948  | 17 Nëntori Tirana        |                          |                          |
| 1949  | Lokomotiva Durrës        |                          |                          |
| 1950  | 17 Nëntori Tirana        |                          |                          |
| 1951  | 17 Nëntori Tirana        |                          |                          |
| 1952  | 17 Nëntori Tirana        |                          |                          |
| 1953  | Studenti Tiranë          |                          |                          |
| 1954  | Partizani Tirana         |                          |                          |
| 1955  | 17 Nëntori Tirana        |                          |                          |
| 1956  | Skënderbeu Korçë         |                          |                          |
| 1957  | Vllaznia Shkodër         |                          |                          |
| 1958  | Skënderbeu Korçë         |                          |                          |
| 1959  | 17 Nëntori Tirana        |                          |                          |
| 1960  | Vllaznia Shkodër         |                          |                          |
| 1961  | 17 Nëntori Tirana        |                          |                          |
| 1962  | 17 Nëntori Tirana        |                          |                          |
| 1963  | 17 Nëntori Tirana        |                          |                          |
| 1964  | 17 Nëntori Tirana        |                          |                          |
| 1965  | Flamurtari Vlorë         |                          |                          |
| 1966  | 17 Nëntori Tirana        |                          |                          |
| 1967  | 17 Nëntori Tirana        |                          |                          |
| 1968  | compétition non disputée | compétition non disputée | compétition non disputée |
| 1969  | 17 Nëntori Tirana        |                          |                          |
| 1970  | Studenti Tiranë          |                          |                          |
| 1971  | Studenti Tiranë          |                          |                          |
| 1972  | Skënderbeu Korçë         |                          |                          |
| 1973  | Skënderbeu Korçë         |                          |                          |
| 1974  | Dinamo Tirana            |                          |                          |
| 1975  | Dinamo Tirana            |                          |                          |
| 1976  | Dinamo Tirana            |                          |                          |
| 1977  | Dinamo Tirana            |                          |                          |
| 1978  | Dinamo Tirana            |                          |                          |
| 1979  | Dinamo Tirana            |                          |                          |
| 1980  | Dinamo Tirana            |                          |                          |
| 1981  | Dinamo Tirana            |                          |                          |
| 1982  | Dinamo Tirana            |                          |                          |
| 1983  | Dinamo Tirana            |                          |                          |
| 1984  | Dinamo Tirana            |                          |                          |
| 1985  | Skënderbeu Korçë         |                          |                          |
| 1986  | Skënderbeu Korçë         |                          |                          |
| 1987  | Dinamo Tirana            |                          |                          |
| 1988  | Dinamo Tirana            |                          |                          |
| 1989  | Dinamo Tirana            |                          |                          |
| 1990  | Dinamo Tirana            |                          |                          |
| 1991  | Dinamo Tirana            |                          |                          |
| 1992  | KS Tirana                |                          |                          |
| 1993  | SK Lushnja               |                          |                          |
| 1994  | KS Tirana                |                          |                          |
| 1995  | Dinamo Tirana            |                          |                          |
| 1996  | SK Lushnja               |                          |                          |
| 1997  | SK Lushnja               |                          |                          |
| 1998  | SK Lushnja               |                          |                          |
| 1999  | Teuta Durrës             |                          |                          |
| 2000  | Teuta Durrës             |                          |                          |
| 2001  | Teuta Durrës             |                          |                          |
| 2002  | Dinamo Tirana            |                          |                          |
| 2003  | Studenti Tiranë          |                          |                          |
| 2004  | Dinamo Tirana            |                          |                          |
| 2005  | Studenti Tiranë          | Minatori Rrëshen         | Dinamo Tirana            |
| 2006  | Teuta Durrës             |                          |                          |
| 2007  | Dinamo Tirana            |                          |                          |
| 2008  | KS Tirana                |                          |                          |
| 2009  | KS Tirana                |                          |                          |
| 2010  | KS Tirana                | UMB Volej                | Minatori Rrëshen         |
| 2011  | Minatori Rrëshen         | KS Tirana                | UMB Volej                |
| 2012  | Minatori Rrëshen         | UMB Volej                | KS Tirana                |
| 2013  | KS Tirana                | UMB Volej                |                          |
| 2014  | UMB Volej                | Partizani Tirana         |                          |
| 2015  | UMB Volej                | KS Tirana                |                          |
| 2016  | UMB Volej                | KS Tirana                |                          |
| 2017  | UMB Volej                | Partizani Tirana         |                          |
| 2018  | Partizani Tirana         | UMB Volej                |                          |
| 2019  | Partizani Tirana         | KS Tirana                |                          |
| 2020  | non terminé              | non terminé              | non terminé              |
| 2021  | Partizani Tirana         | KS Tirana                |                          |
| 2022  | Skënderbeu Korçë         | KS Tirana                |                          |
| 2023  | Partizani Tirana         | Skënderbeu Korçë         |                          |
| 2024  | Skënderbeu Korçë         |                          |                          |

## Bilan par club
| Club             | Titres | Ville   | Année |
| ---------------- | ------ | ------- | --- |
| KS Tirana        | 20     | Tirana  | 1946, 1948, 1950, 1951, 1952, 1955, 1959, 1961, 1962, 1963, 1964, 1966, 1967, 1969 1992, 1994, 2008, 2009, 2010, 2013 |
| Dinamo Tirana    | 20     | Tirana  | 1974, 1975, 1976, 1977, 1978, 1979, 1980, 1981, 1982, 1983, 1984, 1987, 1988, 1989 1990, 1991, 1995, 2002, 2004, 2007 |
| Skënderbeu Korçë | 8      | Korçë   | 1956, 1958, 1972, 1973, 1985, 1986, 2022, 2024                                                                        |
| Teuta Durrës     | 5      | Durrës  | 1949, 1999, 2000, 2001, 2006                                                                                          |
| Studenti Tiranë  | 5      | Tirana  | 1953, 1970, 1971, 2003, 2005                                                                                          |
| Partizani Tirana | 5      | Tirana  | 1954, 2018, 2019, 2021, 2023                                                                                          |
| SK Lushnja       | 4      | Lushnjë | 1993, 1996, 1997, 1998                                                                                                |
| UMB Volej        | 4      | Tirana  | 2014, 2015, 2016, 2017                                                                                                |
| Vllaznia Shkodër | 3      | Shkodër | 1947, 1957, 1960 |
| Minatori Rrëshen | 2      | Rrëshen | 2011, 2012 |
| Flamurtari Vlorë | 1      | Vlora   | 1965 |